# Тенил (Џорџија)
Тенил (Џорџија) (енгл. Tennille) град је у америчкој савезној држави Џорџија. По попису становништва из 2010. у њему је живело 1.539 становника.

## Демографија
Према попису становништва из 2010. у граду је живело 1.539 становника, што је 34 (2,3%) становника више него 2000. године.
| Група             | 2000.       | 2010.       |
| Белци             | 614 (40,8%) | 519 (33,7%) |
| Афроамериканци    | 856 (56,9%) | 972 (63,2%) |
| Азијати           | 0 (0,0%)    | 9 (0,6%)    |
| Хиспаноамериканци | 23 (1,5%)   | 19 (1,2%)   |
| Укупно            | 1.505       | 1.539       |